# 赵奇僧
赵奇僧（1936年5月—），男，浙江余姚人，中华人民共和国植物学家、政治人物，南京林业大学教授、原校长，曾任九三学社中央委员会常务委员，第八、九届全国人大代表。